# Ulrich Neujahr
Ulrich Neujahr (* 20. Juni 1898 in Landsberg an der Warthe; † 9. Oktober 1977 in Berlin) war ein deutscher Maler und Grafiker.

## Leben und Werk
Ulrich Neujahrs Vater wurde 1910 zum Stadtbaurat in Wilmersdorf berufen, und die Familie zog von Landsberg dorthin. Neujahr machte 1917 das Abitur am Joachim-Friedrich-Realgymnasium in Wilmersdorf. Von 1917 bis 1918 nahm er als Leutnant der Reserve am Ersten Weltkrieg teil. Vor Verdun wurde er schwer verwundet. 1919 begann er ein Architekturstudium an der Technischen Universität Berlin, das er mit dem Vordiplom abschloss. Von 1920 bis 1924 studiert er Freie Malerei an der Vereinigten Staatsschule für Freie und Angewandte Kunst in Berlin und daneben bis 1926 Kunsterziehung an der Staatlichen Kunstschule Berlin.
1924 war er mit drei Werken in Berlin an der „Juryfreien Kunstausstellung“ beteiligt. In der Folgezeit hatte er eine große Anzahl von Ausstellungsbeteiligungen und Einzelausstellungen. Von 1926 bis 1944 arbeitete Neujahr als Kunsterzieher am Walther-Rathenau-Gymnasium in Berlin-Grunewald. Das Adressbuch verzeichnete ihn 1943 in der Babelsberger Straße 51 a in Wilmersdorf. 1938 heiratete er die Bauhaus-Schülerin Charlotte Voepel (1909–1987). 1940 wurde ihr Sohn Andreas geboren, 1951 die Tochter Cecilia (Neujahr-Schoenmann). Von 1944 bis 1945 war Neujahr im Rahmen der „Germanisierung“ als Lehrer an die Oberschule Konin abgeordnet.
Neben seiner Tätigkeit als Lehrer war Neujahr immer auch Maler. In den 1920er und 1930er Jahren schuf er viele Bilder an der Ostsee, vor allem in Wustrow und Ahrenshoop. Er war fasziniert von den Sujets des Mittelmeers und fuhr häufig an die italienische und französische Mittelmeerküste, 1931 erstmals auf die Insel Ischia. Von 1945 bis 1949 war Neujahr in Weimar freischaffender Maler und übte er eine Lehrtätigkeit an der Frauenschule für sozialpädagogische Berufe aus. 1949 ging er nach Westberlin, wo er bis 1963 als Kunsterzieher am Hildegard-Wegscheider-Gymnasium in Berlin-Grunewald arbeitete. Er fuhr regelmäßig in das Fischerdorf Sant’Angelo auf der Insel Ischia, wo er gemeinsam mit Werner Gilles, Eduard Bargheer und Hermann Poll arbeitete. Nach seiner Pensionierung verschob sich sein Lebensmittelpunkt immer stärker dorthin, und er richtete sich ein Atelier mit Blick auf das Meer ein. 1977 entstand dort sein letztes Bild.
Neujahr zählt zu den bedeutendsten Künstlern der Klassischen Moderne. Neben Arbeiten in nahezu allen grafischen Techniken gestaltete er in Öl, Tempera und Aquarell vor allem Porträts, Frauenakte, Stillleben, urbane und ländliche Motive sowie freie Kompositionen. Viele seiner Bilder vermitteln Impressionen südlicher Landschaften, seiner Architektur und des mediterranen Lebens.

## Rezeption
„Die Entwicklung seiner Malerei verläuft von der deutschen Neuen Sachlichkeit in den zwanziger Jahren über den abstrakten Expressionismus bis hin zum italienischen Neoklassizismus und wird in den fünfziger Jahren zunehmend abstrakter.“

## Werkbeispiele
- Selbstbildnis (Öl, 1922)[3]
- Sita Pagel mit Hut (Öl, 1928)[4]
- Tatjana Magid-Riester (Öl, 1928; im Bestand der Sammlung Frank Brabant, Wiesbaden)[4][5]
- Bastia (Aquarell, 1929)[6]
- Akademieball (Öl, 1929)[7]
- Romanisches Café (Öl, 1932)[8]
- Selbstporträt in Positano (Holzschnitt, 1933)[9]
- Don Beppo in Positano (Aquarell, 1935)[4]

## Ausstellungen (unvollständig)
- 1924: Juryfreie Kunstausstellung, Berlin
- 1927: Kunstverein, Gotha
- 1927: Ausstellung des Dürerbunds, Osnabrück
- 1928: Kunstverein, Würzburg
- 1946: Allgemeine Deutsche Kunstausstellung, Dresden
- 1946: „Das Kind.“ Ausstellung bildender Kunst im Schloss zu Weimar, Weimar
- 1947: 1. Landesausstellung Thüringens, Erfurt
- 1947: Thüringer Kunstausstellung, Neustadt/Orla
- 1948: Weimar, Schloss („Künstler schaffen. 1945–1948“)
- 1948: Thüringische Landeskunstausstellung, Meiningen
- 1949: Allgemeine Deutsche Kunstausstellung, Dresden
- postum 2015: „Ulrich Neujahr – Die Faszination des Südens.“ Haus Opherdicke, Holzwickede